# Pro Tools
Pro Tools é um DAW (estação de áudio digital) que integra hardware e software para a produção de áudio. O sistema é muito utilizado também na pós-produção e na dublagem de filmes e programas de TV. O software é produzido pela Digidesign, uma divisão da Avid.

## Descrição
O Pro Tools opera como software independente e em conjunto com uma variedade de conversores analógico-digital externos e placas PCIe (Express) com processadores de sinal digital (DSP) integrados. O DSP é usado para fornecer o poder de processamento adicional para que o computador host processe os efeitos em tempo real, como a reverberação, a equalização e a compressão, e é também utilizado para obter um desempenho de áudio de menor latência. Como todo software de estação de áudio digital (DAW), o Pro Tools pode executar as funções de um gravador multitrack e de um console de mixagem, juntamente com recursos adicionais que só podem ser executados no domínio digital, como edição não linear e não destrutiva (a maior parte do manuseio de áudio é feito sem sobrescrever os arquivos de origem), composição de trilhas com várias listas de reprodução, compactação e expansão de tempo, alteração de pitch e mixagem mais rápida do que em tempo real.